# Вільямсон (Аризона)
Вільямсон (англ. Williamson) — переписна місцевість (CDP) в США, в окрузі Явапай штату Аризона. Населення — 6196 осіб (2020).

## Географія
Вільямсон розташований за координатами 34°42′29″ пн. ш. 112°32′3″ зх. д. / 34.70806° пн. ш. 112.53417° зх. д. (34.708140, -112.534177).  За даними Бюро перепису населення США в 2010 році переписна місцевість мала площу 147,41 км², уся площа — суходіл.

## Демографія
Згідно з переписом 2010 року, у переписній місцевості мешкало 5438 осіб у 2346 домогосподарствах у складі 1855 родин. Густота населення становила 37 осіб/км².  Було 2779 помешкань (19/км²).
Расовий склад населення:
| - 96,3 % — білих - 0,8 % — корінних американців - 0,5 % — азіатів - 0,2 % — чорних або афроамериканців - 0,1 % — вихідців з тихоокеанських островів |

До двох чи більше рас належало 1,3 %. Частка іспаномовних становила 4,0 % від усіх жителів.
За віковим діапазоном населення розподілялося таким чином: 13,9 % — особи молодші 18 років, 55,5 % — особи у віці 18—64 років, 30,6 % — особи у віці 65 років та старші. Медіана віку мешканця становила 57,8 року. На 100 осіб жіночої статі у переписній місцевості припадало 96,7 чоловіків;  на 100 жінок у віці від 18 років та старших — 97,3 чоловіків також старших 18 років.
Середній дохід на одне домашнє господарство  становив 79 111 долар США (медіана — 67 804), а середній дохід на одну сім'ю — 83 993 долари (медіана — 69 853). За межею бідності перебувало 8,2 % осіб, у тому числі 12,4 % дітей у віці до 18 років та 3,3 % осіб у віці 65 років та старших.
Цивільне працевлаштоване населення становило 1717 осіб. Основні галузі зайнятості: освіта, охорона здоров'я та соціальна допомога — 27,0 %, науковці, спеціалісти, менеджери — 14,1 %, мистецтво, розваги та відпочинок — 12,2 %.